# (10266) Vladishukhov
(10266) Vladishukhov est un astéroïde de la ceinture principale.

## Description
(10266) Vladishukhov est un astéroïde de la ceinture principale. Il fut découvert le 26 septembre 1978 à Naoutchnyï par Lioudmila Jouravliova. Il présente une orbite caractérisée par un demi-grand axe de 2,79 UA, une excentricité de 0,24 et une inclinaison de 7,3° par rapport à l'écliptique.

## Compléments